# 타운 무어
타운 무어(영어: Town Moor)는 영국 잉글랜드 뉴캐슬어폰타인의 공유지(Common land)이다. 약 1000에이커에 달하며 런던의 하이드 파크와 햄프스티드 히스를 합친 것보다 크다. 이는 뉴욕의 센트럴 파크보다 큰 규모이다.
동남쪽의 귀퉁이에는 익시비젼 공원이 있지만 나머지 대부분은 나무가 없는 평지로 이루어져 있다.
1873년 4월에 20만 명이 운집한 참정권 시위가 이 곳에서 한 번에 가장 많은 인구가 모인 기록이다.